# Josef Matušek
Josef Matušek (ur. 19 lutego 1897 w Radwanicach, zm. 12 października 1943 we Wrocławiu) – czeski urzędnik, działacz związkowy, publicysta i dziennikarz związany ze Śląskiem Cieszyńskim.
Absolwent Szkoły Wydziałowej. Działacz górniczych związków zawodowych. Członek rady miejskiej w Śląskiej Ostrawie. W latach 1928–1930 poborca podatkowy. Redaktor tygodnika „Havíř” (1930–1938). Korespondent pism „Dělnický deník” i „Rudé právo”.
W 1943 roku został zamordowany we Wrocławiu.